# Maiskoje (Kaliningrad, Gussew)
Maiskoje (russisch Майское, deutsch Mallwischken, 1938–1945 Mallwen, litauisch Malviškiai) ist ein Ort in der russischen Oblast Kaliningrad im Rajon Gussew. Der Ort gehört zur kommunalen Selbstverwaltungseinheit Stadtkreis Gussew.

## Geographische Lage
Maiskoje liegt 18 Kilometer südwestlich der früheren Kreisstadt Dobrowolsk (Pillkallen, 1938–1946 Schloßberg) und 14 Kilometer nördlich des jetzigen Stadtkreiszentrums  Gussew. Westlich des Dorfes befindet sich der weitgedehnte einstige Eichwalder Forst, der als jetziger „Maisko-Krasnopoljanski Saksnik“ unter Naturschutz steht.
Durch den Ort verläuft die russische Fernstraße A 198 (27A-040, Teilstück der einstigen deutschen Reichsstraße 132). Innerorts zweigt eine Nebenstraße (27K-153) nach Kubanowka (Brakupönen, 1938–1946 Roßlinde) an der Regionalstraße R 508 (27A-027) ab. Eine Bahnanbindung besteht nicht.

## Geschichte
Das früher Mallwischken genannte Dorf fand im Jahre 1539 seine erste Erwähnung. Damals – in der Anfangszeit der Erschließung der Region um Pillkallen – kamen in großer Zahl Kolonisten aus Litauen hierher. Schwer in Mitleidenschaft gezogen wurde das Gebiet beim Einfall der Tataren 1656. Die Große Pest in Preußen (1709–1711) forderte zahllose Opfer. Es folgte ein Zuzug von Halberstädtern aus Mitteldeutschland, auch aus dem Magdeburgischen und aus der Schweiz und aus Frankreich, 1732 folgten dann Salzburger Exulanten.
Am 8. April 1874 wurde Mallwischken Amtsdorf und damit namensgebend für einen neu errichteten Amtsbezirk, dem 16 Dörfer zugeordnet waren. Er gehörte – zwischen 1939 und 1945 in „Amtsbezirk Mallwen“ umbenannt – zum Kreis Pillkallen (1939 bis 1945 „Landkreis Schloßberg (Ostpr.)“) im Regierungsbezirk Gumbinnen der preußischen Provinz Ostpreußen.
Im Jahre 1910 waren 855 Einwohner registriert, von denen 638 zur Gemeinde Mallwischken, 80 zum Gutsbezirk I und 137 zum Gutsbezirk II rechneten. Ihre Gesamtzahl belief sich 1933 auf 802 und betrug 1939 noch 783.
Aus politisch-ideologischen Gründen wurde Mallwischken am 3. Juni – amtlich bestätigt am 16. Juli – des Jahres 1938 in „Mallwen“ umbenannt.
In Kriegsfolge kam das Dorf dann 1945 mit dem gesamten nördlichen Ostpreußen zur Sowjetunion. 
Im Jahr 1947 wurde der Ort in Maiskoje umbenannt und gleichzeitig Sitz eines Dorfsowjets im Rajon Gussew. Von 2008 bis 2013 gehörte Maiskoje zur Landgemeinde Kubanowskoje selskoje posselenije und seitdem zum Stadtkreis Gussew.

### Amtsbezirk Mallwischken/Mallwen (1874–1945)
Zwischen 1874 und 1945 bestand der Amtsbezirk Mallwischken (ab 1939 „Amtsbezirk Mallwen“)    mit zunächst 16, am Ende noch 13 eingegliederten Orten:
| Name                                | Änderungsname 1938–1946 | Russischer Name               | Bemerkungen                                                                  |
| ----------------------------------- | ----------------------- | ----------------------------- | ---------------------------------------------------------------------------- |
| Abschruten                          | Bitzingen               | Wassilkowo                    |                                                                              |
| Antballen                           | Abendwalde              |                               |                                                                              |
| Ederkehmen                          | Edern                   | Podlipkowo                    |                                                                              |
| Henskehmen                          | Sprindacker             | Krassilowo                    |                                                                              |
| Jodszen 1936–1938: Jodschen         | Ackermühle              | Nagornoje                     |                                                                              |
| Kirchenbannies                      | Bühlerhof               | Stalingradskoje dann: Dalneje |                                                                              |
| Mallwischklen, Gemeinde             | Mallwen                 | Maiskoje                      |                                                                              |
| Mallwischken, Gut I                 |                         |                               | 1928 in die Landgemeinden Jodszen, Mallwischken und Plimballen eingegliedert |
| Mallwischken, Gut II                |                         |                               | 1928 in die Landgemeinde Mallwischken eingegliedert                          |
| Paberdszen 1936–1938: Paberdschen   | Grundhufen              |                               |                                                                              |
| Plimballen                          | Osterfelde (Ostpr.)     | Grosnoje                      |                                                                              |
| Wandlauszen 1936–1938: Wandlauschen | Rotenkamp (Ostpr.)      | Ossinowka                     | 1937 nach Uschballen (Amtsbezirk Brakupönen) umgegliedert                    |
| Werdehlischken                      | Werden (Ostpr.)         |                               |                                                                              |
| Wingeruppen                         | Lauterbrücken           |                               |                                                                              |
| Wittgirren                          | Legen                   | Schiguljowo                   |                                                                              |
| Zwirballen                          | Spatzen                 | Kropotkino                    |                                                                              |

Am 1. Januar 1945 wurde der Amtsbezirk Mallwen noch von den Gemeinden Abendwalde, Ackermühle, Bitzingen, Bühlerhof, Edern, grundhufen, Lauterbrücken, Legen, Mallwen, Osterfelde, Spatzen, Sprindacker und Werden gebildet.

### Maiski selski Sowet/okrug 1947–2008
Der Dorfsowjet Maiski selski Sowet (ru. Майский сельский Совет) wurde im Juni 1947 eingerichtet. Nach dem Zerfall der Sowjetunion bestand die Verwaltungseinheit als Dorfbezirk Maiski selski okrug (ru. Майский сельский округ). Im Jahr 2008 wurden die verbliebenen Orte des Dorfbezirks in die neu gebildete Landgemeinde Kubanowskoje selskoje posselenije eingegliedert.
| Ortsname                     | Name bis 1947/50                                               | Bemerkungen                                                                      |
| ---------------------------- | -------------------------------------------------------------- | -------------------------------------------------------------------------------- |
| Alexandrowka (Александровка) | Smailen                                                        | Der Ort wurde 1947 umbenannt und vor 1975 an den Ort Beresino angeschlossen.     |
| Aljabjewo (Алябьево)         | Bersteningken, 1938–1945: „Berstenau“                          | Der Ort wurde 1950 umbenannt und vor 1975 verlassen.                             |
| Beresino (Березино)          | Birkenfelde [Ksp. Mallwischken], 1938–1945: „Kleinbirkenfelde“ | Der Ort wurde 1947 umbenannt und 1997 aus dem Ortsregister gestrichen.           |
| Brjanzewo (Брянцево)         | Karlswalde                                                     | Der Ort wurde 1947 umbenannt und vor 1975 verlassen.                             |
| Chutorskoje (Хуторское)      | Naujeningken, 1938–1945: „Nauningen“                           | Der Ort wurde 1947 umbenannt und vor 1975 verlassen.                             |
| Dubowskoje (Дубовское)       | Schupinnen, 1938–1945: „Kleinbergental“                        | Der Ort wurde 1947 umbenannt und 1997 aus dem Ortsregister gestrichen.           |
| Gorkowskoje (Горьковское)    | Schönwiese (zu Bergental)                                      | Der Ort wurde 1947 umbenannt und vor 1975 verlassen.                             |
| Iwanowka (Ивановка)          | Johannisthal                                                   | Der Ort wurde 1947 umbenannt und vor 1975 verlassen.                             |
| Jasnoje Pole (Ясное Поле)    | Krausenwalde                                                   | Der Ort wurde 1947 umbenannt.                                                    |
| Kasanskoje (Казанское)       | Amalienau                                                      | Der Ort wurde 1947 umbenannt und vor 1975 verlassen.                             |
| Krapotkino (Крапоткино)      | Zwirballen, 1938–1945: „Spatzen“                               | Der Ort wurde 1947 umbenannt und vor 1975 verlassen.                             |
| Loschtschinka (Лощинка)      | Uszballen/Uschballen, 1938–1945: „Birkenried“                  | Der Ort wurde 1947 umbenannt.                                                    |
| Maiskoje (Майское)           | Mallwischken, 1938–1945: „Mallwen“                             | Verwaltungssitz                                                                  |
| Meschduretschje (Междуречье) | Groß Pillkallen, 1938–1945: „Kallenfeld“                       | Der Ort wurde 1947 umbenannt.                                                    |
| Platowo (Платово)            | bei Löbtuballen, 1938–1945: „Löbaugrund“                       | Der Ort wurde 1950 umbenannt und vor 1975 verlassen.                             |
| Redki Bor (Редкий Бор)       | Rohrfeld                                                       | Der Ort wurde 1947 umbenannt und vor 1975 verlassen.                             |
| Sastolnoje (Застолноье)      | Augsgirren, 1938–1945: „Sassenhöhe“                            | Der Ort wurde 1947 umbenannt und vor 1975 verlassen.                             |
| Schiguljowo (Жигулёво)       | Wittgirren, 1938–1945: „Legen“                                 | Der Ort wurde 1947 umbenannt und vor 1975 verlassen.                             |
| Schirokopolje (Широкополье)  | (Groß) Stimbern                                                | Der Ort wurde 1947 umbenannt und vor 1975 verlassen.                             |
| Schukowskoje (Жуковское)     | Löbtuballen, 1938–1945: „Löbaugrund“                           | Der Ort wurde 1947 umbenannt und vor 1975 an den Ort Beresino angeschlossen.     |
| Serpuchowo (Серпухово)       | Antbrakupönen, 1938–1945: „Kahlheim“                           | Der Ort wurde 1950 umbenannt und vor 1975 verlassen.                             |
| Surowkino (Суровкино)        | Pritzkehmen, 1938–1945: „Mühleck“                              | Der Ort wurde 1947 umbenannt und vor 1975 verlassen.                             |
| Suworowo (Суворово)          | Packallnischken, 1938–1945: „Bergendorf (Ostpr.)“              | Der Ort wurde 1947 umbenannt und vor 1975 an den Ort Jasnoje Pole angeschlossen. |
| Swerdlowo (Свердлово)        | Wandlauszen/Wandlauschen                                       | Der Ort wurde 1950 umbenannt und vor 1975 verlassen.                             |

Der im Jahr 1950 umbenannte Ort Kaspijskoje (dt. bei Eichenfeld) wurde ebenfalls zunächst in den Maiski selski Sowet eingeordnet, kam dann (vor 1975) aber zum Pokrowski selski Sowet.

## Kirche

### Kirchengebäude
In Mallwischken wurde im Jahre 1730 eine Kirche gebaut. Es handelte sich um einen achteckigen hölzernen Zentralbau, auf den bei einer Grundrenovierung 1827 bis 1829 ein hölzerner Turm mit Umgang aufgesetzt wurde. Der Innenraum war sehr schlicht gehalten, eine Orgel erhielt das Gotteshaus im Jahre 1796. Nach dem Zweiten Weltkrieg, den die Kirche nahezu unbeschadet überstand, wurde das Gebäude sukzessive demontiert, so dass heute nur noch ein freier Platz ihren Standort beschreibt.

### Kirchengemeinde
Im Rahmen des ostpreußischen Rétablissements wurde 1724 in Mallwischken eine evangelische Kirchengemeinde gegründet. Sie zählte 1925 insgesamt 3.106 Gemeindeglieder, die in 28 Kirchspielorten lebten. Bis 1945 war die Pfarrei in den Kirchenkreis Pillkallen (Schloßberg) innerhalb der Kirchenprovinz Ostpreußen der Kirche der Altpreußischen Union eingegliedert.
Aufgrund von Flucht und Vertreibung der einheimischen Bevölkerung in der Zeit um 1945 sowie der restriktiven Religionspolitik der Sowjetunion brach das kirchliche Leben in Maiskoje ein. Heute liegt der Ort im Einzugsbereich der wiederentstandenen evangelischen Gemeinde der Salzburger Kirche in Gussew, die zur Propstei Kaliningrad (Königsberg) der Evangelisch-lutherischen Kirche Europäisches Russland gehört.